# インビジブル・マン
「インビジブル・マン」（The Invisible Man）は、イギリスのロックバンド、クイーンの楽曲。

## 概要
アルバム『ザ・ミラクル』に収録された楽曲。作詞作曲はドラマーのロジャー・テイラー (クレジットはクイーン)。リード・ボーカルはフレディ・マーキュリー。ロジャーは、本を読んでいる間に思いついたことが歌になったとしている。
楽曲にはフレディ→ジョン→ブライアン→ロジャーの順番でメンバーの名前が登場する。ブライアンの名は彼のギターソロが始まる前に二度歌われ、ロジャーは"RRRoger Taylor" (ロジャー・テイラー) と、歌詞の最後にあるドラムと張り合うように"r"を巻いて歌われる。なお、フレディの名前はロジャーが、その他はフレディが歌っている。
この曲は、スキャットマン・ジョンによってカバーされ、歌詞の多くと楽器はスキャットに入れ替えられている。
アニメーション監督ブッチ・ハートマンは、自身のテレビシリーズ『ダニー・ファントム』のテーマソングは、「インビジブル・マン」のベースラインに影響されたと語った。
The Chipettesは、この歌をデヴィッド・ゲッタやスウェディッシュハウスマフィアと共に『Bear Got Your Brain』でカバーしている。

## プロモーション・ビデオ
とある一軒家の子供部屋、その棚の中からフロッピーディスクが飛び出しパソコンにセットされ、コンピュータゲームが始まる。それに気付いた少年がゲームを始めると、ゲームにメンバー扮する「インビジブル・マン」が登場。少年がゲームでフレディを撃つとゲームから実際の世界にフレディが現れる。少年が子供部屋の様々な場所で現れる彼をコントローラで撃つと消え、クローゼットからバンドメンバーと共に出てきた後、子供の部屋の中でパフォーマンスをする。最後にジョン・ディーコンは彼のテンガロンハットを床へと投げる。少年は自身の野球帽をとり、もう1つの帽子をかぶる。その後、スクリーンにはゲームでのバンドの画像がもう一度映り、帽子なしのジョンと、彼らの真下を歩く子供が映る。なお、ジョン以外のメンバーは全員サングラスをつけた状態で登場する。
ビデオには、翌年にソープオペラの「イーストエンダーズ」に出演する15歳のダニエラ・ウエストブロックが出演する。

## シングル収録曲

### 7インチ盤
1. インビジブル・マン - The Invisible Man (Queen)
2. ハイジャック・マイ・ハート - 'Hijack My Heart (Queen)

### 12インチ盤
1. インビジブル・マン (12インチ・ヴァージョン) - The Invisible Man (12" Version) (Queen)
2. インビジブル・マン (シングル・ヴァージョン) - The Invisible Man (Single Version) (Queen)
3. ハイジャック・マイ・ハート - Hijack My Heart (Queen)

## チャート
| チャート (1989年) | ピーク | 週間 |
| ----------------- | ------ | ---- |
| オランダ          | 6      | 12   |
| ドイツ            | 31     | 12   |
| アイルランド      | 10     | 3    |
| イタリア          | 21     | ?    |
| ニュージーランド  | 15     | 9    |
| スイス            | 30     | 1    |
| イギリス          | 12     | 6    |

## 担当
- フレディ・マーキュリー – リード・ヴォーカル
- ブライアン・メイ - エレクトリック・ギター
- ロジャー・テイラー – ドラムス、サンプラー、コーラス
- ジョン・ディーコン – ベースギター、リズムギター
- デヴィッド・リチャーズ（英語版） - シンセサイザー、シーケンサー、プログラミング